# رانجاتای

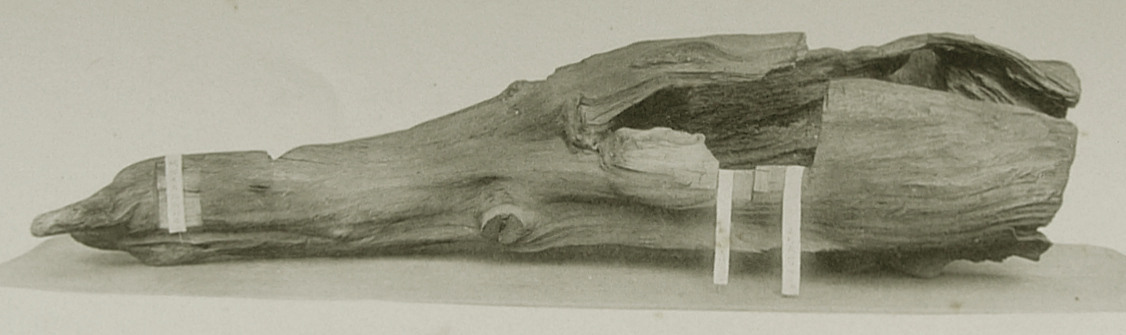
تصویری از رانجاتای

رانجاتای (به ژاپنی: 蘭奢待) نام یک قطعه چوب صندل است که در ساختمان شوسواین وابسته به معبد تودای‌جی در ژاپن نگهداری می‌شود. این قطعه درخت احتمالاً بیش از ۱۰۰۰ سال عمر دارد و مشهورترین عود (چوب) در ژاپن است. وزن آن ۱۱٫۶ کیلوگرم است. رانجاتای یکی از گنجینه‌های ژاپن بوده تا بحال توسط آشیکاگا یوشی‌میتسو، آشیکاگا یوشی‌نوری، آشیکاگا یوشی‌ماسا، توکی یوریتاکه، اودا نوبوناگا و امپراتور میجی قطعاتی از آن بریده شده‌است.